# Нью-Ігл (Пенсільванія)
Нью-Ігл (англ. New Eagle) — місто (англ. borough) в США, в окрузі Вашингтон штату Пенсільванія. Населення — 2049 осіб (2020).

## Географія
Нью-Ігл розташований за координатами 40°12′26″ пн. ш. 79°57′12″ зх. д. / 40.20722° пн. ш. 79.95333° зх. д. (40.207215, -79.953291).  За даними Бюро перепису населення США в 2010 році місто мало площу 2,91 км², з яких 2,63 км² — суходіл та 0,28 км² — водойми.

## Демографія
Згідно з переписом 2010 року, у селищі мешкали 2184 особи в 980 домогосподарствах у складі 607 родин. Густота населення становила 751 особа/км².  Було 1066 помешкань (366/км²).
Расовий склад населення:
| - 97,3 % — білих - 0,8 % — чорних або афроамериканців - 0,6 % — азіатів - 0,1 % — корінних американців |

До двох чи більше рас належало 0,8 %. Частка іспаномовних становила 0,5 % від усіх жителів.
За віковим діапазоном населення розподілялося таким чином: 19,6 % — особи молодші 18 років, 61,0 % — особи у віці 18—64 років, 19,4 % — особи у віці 65 років та старші. Медіана віку мешканця становила 44,2 року. На 100 осіб жіночої статі у селищі припадало 91,9 чоловіків;  на 100 жінок у віці від 18 років та старших — 89,1 чоловіків також старших 18 років.
Середній дохід на одне домашнє господарство  становив 52 625 доларів США (медіана — 34 583), а середній дохід на одну сім'ю — 70 434 долари (медіана — 60 987). Медіана доходів становила 53 565 доларів для чоловіків та 34 570 доларів для жінок. За межею бідності перебувало 13,2 % осіб, у тому числі 19,5 % дітей у віці до 18 років та 7,4 % осіб у віці 65 років та старших.
Цивільне працевлаштоване населення становило 870 осіб. Основні галузі зайнятості: освіта, охорона здоров'я та соціальна допомога — 26,0 %, виробництво — 15,7 %, роздрібна торгівля — 12,1 %, науковці, спеціалісти, менеджери — 9,2 %.